# Can't smile without you
Can't smile without you is een lied geschreven door David Martin, Geoff Morrow en Chris Arnold. De drie heren vormden een schrijverscollectief dat bestond in de jaren zeven en tachtig. Van hen gingen heel veel liedjes de toonbank over. Martin zelf was ook muzikant (hij bracht circa 13 singles uit) en bracht Can't smile without you op single uit, maar die bleef met B-kant Magic roundabout onopgemerkt. Toch viel het nummer elders op, want een aantal artiesten nam het vrijwel direct ook op. Twee versies springen daarbij in het oog: The Carpenters en Barry Manilow. De tekst van het lied werd door zowel The Carpenters als Barry Manilow lichtjes aangepast. Door het grote succes van Manilow, verscheen het lied later in een aantal films waaronder Four Weddings and a Funeral en Fear and Loathing in Las Vegas. Het lied is/was het clublied van de fans van Tottenham Hotspur FC.
Het lied kreeg in de jaren tachtig nog een staartje. De muziekuitgeverij Dick James Music beschuldigde George Michael ervan dat zijn lied Last Christmas wel erg leek op Can't smile without you. De zaak werd in den minne geschikt, maar later werd Michael van de beschuldiging gezuiverd.
David Martin eindigde als zanger bij het orkest van James Last.

## The Carpenters
The Carpenters namen het op voor hun door henzelf geproduceerde album A kind of hush, dat werd opgenomen en uitgegeven in 1976. Hun versie verscheen als B-kant op hun single Calling occupants of interplanetary craft. Engelbert Humperdinck die een jaar later volgde met zijn versie, nam de tekst van The Carpenters over.

## Barry Manilow
Degene die het meeste succes met het lied had, was zonder meer Barry Manilow. Hij bracht het (eveneens) uit op single en op zijn studioalbum Even now. Het werd zijn tiende single (waarvan drie nummer eens) in de Amerikaanse hitparade

## Hitnotering
Manilow stond negentien weken in de Billboard Hot 100 met zijn versie en stond drie weken op plaats 3. Slechts de Bee Gees met Night fever en Yvonne Elliman met If I can't have you hielden hem van de eerste plaats af. Het succes in de Britse UK Singles Chart was aanmerkelijk minder met zeven weken notering en een 43e plaats als hoogste notering. In de Nederlandse Top 40 kwam het niet verder dan de tipparade. De Daverende 30 werd niet bereikt, net zomin als enige hitparade in België.

### Radio 2 Top 2000
Can't Smile Without You stond alleen in 2007 in de NPO Radio 2 Top 2000, op plek 1776.